# Hiperakkumulátor növények listája elemek szerint

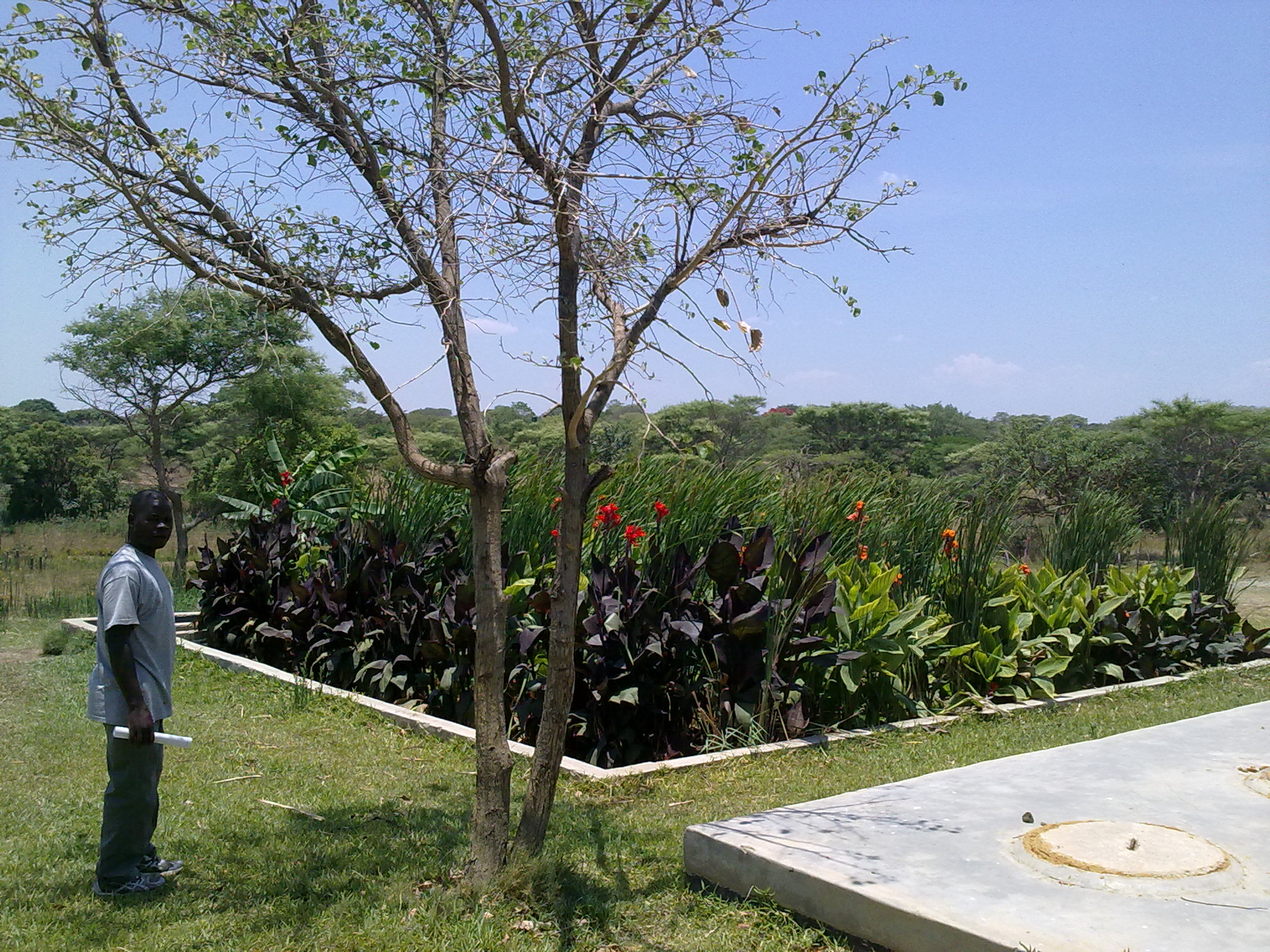
Szennyvíztisztítás növényekkel Zambiában.

A hiperakkumulátor növények olyan növények, amelyek nagy mennyiségben képesek fémeket felvenni a talajból és azokat a szöveteikben felhalmozni. Ez a táblázat az angol Wikipédia List of hyperaccumulators című, három részre bontott táblázatának átdolgozása: 1. táblázat, 2. táblázat és 3. táblázat. Ez a táblázat az kémiai elemek szerint sorolja fel az egyes növényeket és növénynemzetségeket. Az eredetihez képest a felsorlásból hiányoznak a gombák, és olyan növények, amelyeknek nincs sem magyar, sem angol nyelvű szócikke, nem találhatók róluk kép, Magyarországon nem ismertek és nincs elfogadott magyar elnevezésük sem. Továbbá ez a táblázat nem tartalmazza a vegyületeket és izotópokat, amelyek az angol nyelvű változatban megvannak. A hiperakkumulátor növényeket az egyes növényeket tudományos elnevezése alapján a Hiperakkumulátor növények listája című szócikk foglalja össze.

## Táblázat
| Alumínium (Al -13)  | Agrostis castellana/tenuis/capillaris - cérnatippan | Hordeum vulgare - árpa                              | Hydrangea spp. - hortenzia fajok                 |
| Alumínium (Al -13)  | Melastoma malabathricum                             | Solidago canadensis - kanadai aranyvessző           | Vicia faba - lóbab                               |
| Króm (Cr - 24)      | Azolla spp. - moszatpáfrány-fajok                   | Bacopa monnieri - kislevelű bakopa                  | Brassica juncea - indiai mustár                  |
| Króm (Cr - 24)      | Brassica napus - repce                              | Eichhornia crassipes - közönséges vízijácint        | Helianthus annuus - napraforgó                   |
| Króm (Cr - 24)      | Hydrilla spp.                                       | Medicago sativa - takarmánylucerna                  | Pistia stratiotes - úszó kagylótutaj             |
| Króm (Cr - 24)      | Salix spp. - fűzfa-fajok                            | Salvinia molesta - óriás úszópáfrány                | Spirodela polyrhiza - bojtosbékalencse           |
| Króm (Cr - 24)      | Thlaspi caerulescens - havasalji tarsóka            | Vallisneria americana - csavartlevelű valiznéria    |                                                  |
| Mangán (Mn - 25)    | Agrostis castellana/tenuis/capillaris - cérnatippan | Azolla filiculoides - nagylevelű moszatpáfrány      | Brassica juncea - indiai mustár                  |
| Mangán (Mn - 25)    | Helianthus annuus - napraforgó                      |                                                     |                                                  |
| Kobalt (Co - 27)    | Thlaspi caerulescens - havasalji tarsóka            |                                                     |                                                  |
| Nikkel (Ni - 28)    | Brassica juncea - indiai mustár                     | Burkea africana - afrikai burkea                    | Cuscuta californica - amerikai aranka            |
| Nikkel (Ni - 28)    | Helianthus annuus - napraforgó                      | Noccaea/Thlaspi montana - hegyi tarsóka             | Salvinia molesta - óriás úszópáfrány             |
| Nikkel (Ni - 28)    | Spirodela polyrhiza - bojtosbékalencse              | Thlaspi caerulescens - havasalji tarsóka            |                                                  |
| Réz (Cu - 29)       | Azolla filiculoides - nagylevelű moszatpáfrány      | Bacopa monnieri - kislevelű bakopa                  | Brassica juncea - indiai mustár                  |
| Réz (Cu - 29)       | Eichhornia crassipes - közönséges vízijácint        | Helianthus annuus - napraforgó                      | Larrea tridentata - kreozotcserje                |
| Réz (Cu - 29)       | Lemna minor - apró békalencse                       | Thlaspi caerulescens - havasalji tarsóka            | Vallisneria americana - csavartlevelű valiznéria |
| Cink (Zn - 30)      | Agrostis castellana/tenuis/capillaris - cérnatippan | Brassica juncea - indiai mustár                     | Brassica napus - repce                           |
| Cink (Zn - 30)      | Eichhornia crassipes - közönséges vízijácint        | Helianthus annuus - napraforgó                      | Salix viminalis – kosárkötő fűz                  |
| Cink (Zn - 30)      | Salvinia molesta - óriás úszópáfrány                | Silene vulgaris - hólyagos habszegfű                | Spirodela polyrhiza - bojtosbékalencse           |
| Cink (Zn - 30)      | Thlaspi caerulescens - havasalji tarsóka            | Trifolium pratense - réti here                      |                                                  |
| Arzén (As - 33)     | Agrostis castellana/tenuis/capillaris - cérnatippan | Pteris vittata                                      |                                                  |
| Szelén (Se - 34)    | Brassica juncea - indiai mustár                     | Brassica napus - repce                              | Bassia scoparia - kerti seprőfű                  |
| Szelén (Se - 34)    | Salix spp. - fűzfa-fajok                            |                                                     |                                                  |
| Stroncium (Sr - 38) | Acer rubrum - vörös juhar                           | Apiaceae - zellerfélék                              | Beta vulgaris - répa                             |
| Stroncium (Sr - 38) | Brassicaceae - káposztafélék                        | Eichhornia crassipes - közönséges vízijácint        | Eucalyptus tereticornis - eukaliptusz            |
| Stroncium (Sr - 38) | Fabaceae - pillangósvirágúak                        | Helianthus annuus - napraforgó                      | Liquidambar styraciflua - amerikai ámbrafa       |
| Stroncium (Sr - 38) | Liriodendron tulipifera - amerikai tulipánfa        | Lolium multiflorum - angolperje                     | Pinus ponderosa - amerikai sárgafenyő            |
| Stroncium (Sr - 38) | Pinus radiata - Monterey-fenyő                      |                                                     |                                                  |
| Molibdén (Mo - 42)  | Thlaspi caerulescens - havasalji tarsóka            |                                                     |                                                  |
| Ezüst (Ag - 47)     | Brassica juncea - indiai mustár                     | Brassica napus - repce                              | Salix spp. - fűzfa-fajok                         |
| Kadmium (Cd - 48)   | Avena strigosa - borotvás zab                       | Bacopa monnieri - kislevelű bakopa                  | Brassica juncea - indiai mustár                  |
| Kadmium (Cd - 48)   | Crotalaria juncea - sziki kender                    | Eichhornia crassipes - közönséges vízijácint        | Helianthus annuus - napraforgó                   |
| Kadmium (Cd - 48)   | Hydrilla verticillata                               | Lemna minor - apró békalencse                       | Pistia stratiotes - úszó kagylótutaj             |
| Kadmium (Cd - 48)   | Salix viminalis – kosárkötő fűz                     | Spirodela polyrhiza - bojtosbékalencse              | Tagetes erecta - nagy büdöske                    |
| Kadmium (Cd - 48)   | Thlaspi caerulescens - havasalji tarsóka            | Vallisneria americana - csavartlevelű valiznéria    | Vallisneria spiralis - közönséges csavarhínár    |
| Higany (Hg - 80)    | Bacopa monnieri - kislevelű bakopa                  | Brassica napus - repce                              | Eichhornia crassipes - közönséges vízijácint     |
| Higany (Hg - 80)    | Hydrilla verticillata                               | Pistia stratiotes - úszó kagylótutaj                | Salix spp. - fűzfa-fajok                         |
| Ólom (Pb - 82)      | Agrostis castellana/tenuis/capillaris - cérnatippan | Ambrosia artemisiifolia - ürömlevelű parlagfű       | Armeria maritima - tengerparti pázsitszegfű      |
| Ólom (Pb - 82)      | Azolla filiculoides - nagylevelű moszatpáfrány      | Bacopa monnieri - kislevelű bakopa                  | Brassica juncea - indiai mustár                  |
| Ólom (Pb - 82)      | Brassica napus - repce                              | Brassica oleracea - vadkáposzta                     | Eichhornia crassipes - közönséges vízijácint     |
| Ólom (Pb - 82)      | Festuca ovina - juhcsenkesz                         | Hydrilla verticillata                               | Lemna minor - apró békalencse                    |
| Ólom (Pb - 82)      | Salix viminalis – kosárkötő fűz                     | Salvinia molesta - óriás úszópáfrány                | Spirodela polyrhiza - bojtosbékalencse           |
| Ólom (Pb - 82)      | Thlaspi caerulescens - havasalji tarsóka            | Thlaspi/Noccaea rotundifolium - kereklevelű tarsóka | Triticum aestivum - közönséges búza              |
| Ólom (Pb - 82)      | Vallisneria americana - csavartlevelű valiznéria    |                                                     |                                                  |
| Urán (Ur - 92)      | Amaranthus - disznóparéj-félék                      | Brassica juncea - indiai mustár                     | Brassica rapa subsp. chinensis - bordáskel       |
| Urán (Ur - 92)      | Brassica rapa subsp. narinosa - tatsoi              | Eichhornia crassipes - közönséges vízijácint        | Helianthus annuus - napraforgó                   |
| Urán (Ur - 92)      | Juniperus - boróka                                  | Picea mariana - kanadai feketefenyő                 | Quercus - tölgy                                  |
| Urán (Ur - 92)      | Salix viminalis – kosárkötő fűz                     | Silene vulgaris - hólyagos habszegfű                | Zea mays - kukorica                              |